# Li Moran
Li Shaocheng (李绍诚S, Lǐ ShàochéngP; Heilongjiang, 21 dicembre 1927 – Pechino, 8 novembre 2012) è stato un attore cinese, meglio noto come Li Moran (李默然S, Lǐ MòránP).
In occasione del centenario della nascita dell'industria cinematografica in Cina nel 2005, la China Film Performance Art Academy l'ha inserito nella lista dei "100 migliori attori in 100 anni di cinema cinese".